# Antoni Benaiges Pujol
Antoni Benaiges Pujol (Reus 20 de gener de 1859 - Vigan (Filipines) 3 d'agost de 1917) va ser missioner jesuïta.
Era fill de l'impressor i llibreter Josep Benaiges i de Francesca Pujol, i germà del músic i compositor Josep Maria Benaiges Pujol. L'any 1878 va entrar a la Companyia de Jesús i va fer el noviciat al Monestir de Veruela (Saragossa) i més tard va seguir estudis de Filosofia i Teologia a Tortosa, on va ser ordenat sacerdot el 1891. L'any 1892 va ser enviat a Filipines, on va ocupar càrrecs de responsabilitat. Va començar com a professor a la Universitat Ateneu de Manila, i poc després, el 1893, va anar a l'illa de Mindanao, a la regió de Davao, i es va establir a Matti com a missioner. El 1895 va residir a Davao, i el 1898 va ser nomenat superior de la comarca. El 1897, quan es va acabar la guerra hispano-estatunidenca, va tornar de professor de Lletres a la Universitat de l'Ateneu de Manila. El 1906, quan es va obrir el seminari de Vigan, a l'illa de Luzon hi va anar destinat amb el càrrec de secretari, i el 1908 era pare espiritual del col·legi, càrrec que va exercir fins a la seva mort. A partir de 1916 va deixar la càtedra de Literatura degut al seu precari estat de salut.